# Laza Lazarević
Lazar Kuzman Lazarević (en cirílico: Лазаp Кузман Лазаревић; Šabac, 13 de mayo de 1851-Belgrado, 10 de enero de 1891) más conocido como Laza Lazarević fue un médico, psiquiatra, neurólogo y escritor serbio.
El interés principal de Lazarević durante su corta vida fue la medicina. En ese campo, fue una de las más grandes figuras de su tiempo, destacando como médico, maestro y escritor tanto en temas médicos como literarios. Para él, la literatura era una afición; sin embargo, se le consideraba bastante talentoso. Tradujo las obras de Nikolái Chernyshevski e Iván Turguénev al serbio. Como escritor, se le considera realista.
Se le considera uno de los mejores escritores serbios del siglo XIX. A menudo se le conocía como “El Turguénev serbio”. Fue miembro de la Real Academia Serbia.

## Biografía

### Primeros años y educación
Nació en Šabac en 1851, hijo de Kuzman Lazarević, un comerciante, y su esposa Jelka. Laza Lazarević se crio en la atmósfera cercana de una típica familia provincial y patriarcal serbia. Cuando tenía nueve años, su padre murió de una enfermedad pulmonar y Jelka se hizo cargo de la familia, que estaba formada por Lazarević y tres hermanas. Su madre fomentó un profundo sentimiento de unidad familiar y afecto, que influyó en Lazarević durante toda su vida. La hermana de Lazarević, Milka, se casó con el escritor y poeta serbio, Milorad Popović Šapčanin, y se estableció en Belgrado, donde Lazarević permaneció como estudiante desde 1866 hasta 1871, antes de irse a estudiar al extranjero. En Belgrado, asistió a la escuela secundaria y en 1867 ingresó en la facultad de derecho de la Universidad de Belgrado. Obtuvo una beca para estudiar medicina en Berlín, donde fue instruido por personajes célebres como Emil du Bois-Reymond, Rudolf Virchow, Carl Westphal y Hermann von Helmholtz.

### Carrera médica, matrimonio y muerte
En 1879 logró graduarse, basado parcialmente en su tesis Experimentelle Beiträge zur Wirkung Qecksibers, y por su excelente trabajo de investigación en el laboratorio y su trabajo como médico en la guerra serbo-turca de 1876. Después de graduarse, logró un puesto en el Hospital Estatal de Belgrado. Desde entonces, Lazarević trabajó principalmente en la reforma de la medicina serbia. Fue miembro de varias sociedades científicas como la Real Academia Serbia. Fundó el primer hospital geriátrico moderno en Belgrado en 1881. Sus obras fueron traducidas a numerosos idiomas. Más tarde se convirtió en médico designado para la Corte Real por el propio rey Milan I de Serbia.
Trabajó en medicina profundizando las relaciones entre cuerpo y mente, fue pionero de la psiquiatría, la medicina psicosomática y el tratamiento de enfermedades y colaboró con numerosas revistas científicas publicando setenta y siete artículos en ramas como neurocirugía, neurología, ortopedia, bacteriología, toxicología, farmacología y urología. Fue el primer médico y científico serbio en utilizar el microscopio.
Posteriormente se casó con Poleksija, hija de su amigo Kosta Kristic, con quien tuvo cuatro hijos: Milorad, Andjelija, Kuzman y Vladan.
Lazarević murió en Belgrado el 10 de enero de 1891, a los 39 años. Fue víctima de la tuberculosis, que ya había matado a 2 de sus hijos.

## Legado
Está incluido en Los 100 serbios más destacados.
Fue miembro de la Sociedad Literaria Parnassos.
Hoy en día, su nombre está presente en la prueba médica llamada Signo de Lazarević.

## Pensamiento literario
En los años berlineses, Lazarević tuvo problemas sentimentales y desarrolló su principal pensamiento literario, consistente en la exaltación de la sociedad patriarcal serbia, a la que consideraba un modelo ejemplar tanto moral como económicamente. 
En sus obras, Lazarević describe de forma exhaustiva y aguda el estado psicológico de sus personajes, sus aspiraciones, sus ansiedades, esperanzas, miedos y fracturas psicológicas, así como la familia patriarcal y la vida ideal del pueblo serbio, siempre del lado del bien y de la luz, con una visión optimista de la vida y del mundo y con intenciones morales.
Lazarević fue un escritor adherido al movimiento literario del realismo, sus obras han sido traducidas a veinte idiomas y él mismo ha traducido a numerosos autores extranjeros, entre ellos Gógol.

## Obras
Hizo su debut en la literatura con la obra titulada Švabica (Suabo, 1872), en la memoria de una historia sentimental entre el escritor y Anna Gutjar; el cuento manifestaba las contradicciones juveniles de Lazarević en las diferencias entre los ideales y la realidad, entre el amor por la mujer y el respeto por las tradiciones y las necesidades familiares. El libro se publicó póstumamente.
Su segundo cuento, parcialmente autobiográfico, se tituló Prvi put s ocem na jutrenje (La primera vez con mi padre por la mañana, 1878), escrito después de que el autor perdiera grandes sumas de dinero en apuestas, y de hecho la trama describe la historia de un padre que después de haberlo perdido todo en el juego intenta suicidarse y es salvado por el amor de su esposa.
Entre las siguientes obras cabe mencionar la colección Sest pripovedaka (Seis historias, 1886), que incluye algunas obras conocidas: Na bonaru (En el pozo), centrada en las cualidades de una familia patriarcal y Sve će to narod pozlatiti (La gente lo dorará todo), una denuncia de la indiferencia de la sociedad hacia los veteranos de la guerra de liberación nacional. 

## Obras notables
- Švabica, 1872
- Prvi put s ocem na jutrenje, 1878
- Sest pripovedaka, 1886
- On zna sve, 1890